# Blodhemn
Blodhemn er det fjerde album fra viking metal-bandet Enslaved der blev udgivet i 1998 gennem 	Osmose Productions. Blodhemn blev også udgivet som en udvidet digipak-version.

## Numre
1. "Intro: 'Audhumla (Verdenens fødsel)'" – 1:11
2. "I lenker til Ragnarok" – 5:39
3. "Urtical Gods" – 3:20
4. "Ansuz Astral" – 4:55
5. "Nidingaslaki" – 3:23
6. "Eit auga til Mimir" – 4:25
7. "Blodhemn" (Blodhævn) – 5:33
8. "Brisinghamen" – 3:32
9. "Suttungs Mjød – 7:47
10. Outro: "Perkulator"

## Musikere
- Ivar Bjørnson – Guitar, keyboards
- Grutle Kjellson – Bas, vokal
- Richard Kronheim – Guitar
- Dirge Rep – Trommer